# Lisa Bonet
Lisa Michelle Bonet (San Francisco, California, 16 de noviembre de 1967), conocida como Lisa Bonet, es una actriz estadounidense que se hizo conocida a partir de su papel en la serie The Cosby Show, aunque ya había trabajado como actriz desde los 11 años.

## Biografía
Es de ascendencia judía y afrodescendiente.
Tras aparecer de niña en publicidad televisiva y en series, en 1984 obtuvo el papel de Denise Huxtable en The Cosby Show. En 1987, abandonó brevemente el show para protagonizar la serie Un mundo diferente, que se centraba en el personaje de Denise Huxtable como estudiante universitaria. Ese mismo año, a los 19, aceptó el papel de Epiphany Proudfoot en Angel Heart de Alan Parker, filme del que fue preciso eliminar algunas escenas de sexo explícito para que no fuera clasificado como X. Más tarde posó desnuda para una revista.
En su vigésimo cumpleaños se casó con el cantante Lenny Kravitz, con quien tuvo una hija, Zoë Isabella Kravitz Bonet, en 1988. En esta época, debido a llegar tarde a los rodajes o no aparecer, termina siendo despedida de Un mundo diferente. Volvió a The Cosby Show donde siguió mostrando la misma falta de profesionalidad hasta que la despidieron en 1991. En 1993 se divorció de Kravitz y comenzó a aceptar papeles en películas que salían directamente a vídeo.
Más tarde cambió legalmente su nombre real, aunque ha conservado el antiguo nombre artístico y empezó a salir con el profesor de yoga Brian Kest.
Apareció en Enemy of the State con Will Smith y en 2000 en High Fidelity, su último trabajo de éxito.
En 2005 comenzó una relación con el actor Jason Momoa, con el que ha tenido dos hijos. El 23 de julio de 2007 dio a luz a su segunda hija y la primera de la pareja, Lola Iolani Momoa. El 15 de diciembre de 2008 Momoa y Bonet tuvieron a su segundo hijo, Nakoa Wolf Manakauapo Namakaeha Momoa. Después de una larga relación de doce años, Lisa se casó discretamente con Jason en 2017 y juntos anunciaron su separación en buenos términos el 12 de enero de 2022 a través de redes sociales.

## Filmografía
- Angel Heart (1987)
- Bank Robber (1993)
- New Eden (1994)
- Dead Connection (1994)
- Enemigo público (1998)
- High Fidelity (2000)
- The Lathe of Heaven (2002)
- Biker Boyz (2003)
- Whitepaddy (2006)
- Camino a Paloma (2014)